# Psie Pole (osiedle Wrocławia)
Psie Pole – wrocławskie osiedle (od 18 listopada 2004 r. wchodzi administracyjnie w skład osiedla Psie Pole-Zawidawie) na terenie byłej dzielnicy „Psie Pole”, w północno-wschodniej części miasta, nad rzeką Widawą i jej dopływem Dobrą.

## Historia
Do roku 1928, kiedy Wrocław wchłonął znaczne podmiejskie obszary (szczególnie na wschodzie i północy), centralna część obecnego osiedla stanowiła samodzielne miasteczko Psie Pole (niem. Hundsfeld). Osiedle od północy wzdłuż rzeki Dobrej graniczy kolejno z Kłokoczycami, Zakrzowem i Miłostowem, od wschodu z gminą Długołęka, od południa ze Zgorzeliskiem, od południowego zachodu przez Widawę z Kowalami.
Osiedle w swej środkowej części, wokół dawnego rynku miasteczka i w pobliżu kościoła św. Jakuba i Krzysztofa, zabudowane jest kamienicami z przełomu XIX i XX wieku. Poza tym znajdują się tu także wielorodzinne budynki wielkopłytowe wybudowane w czasach PRL, m.in. na potrzeby pracowników pobliskich fabryk Polar i kombinatu Delta-Hydral (dziś kombinat PZL-Hydral) oraz zabudowa podmiejska. W skład osiedla Psie Pole wchodzi również grupa domów zbudowanych w latach 1940–42, a położonych w rejonie ulicy Piwnika-Ponurego (niem. Werk Siedlung Breslau-Hunsfeld) oraz objęty ochroną konserwatorską kompleks budynków Rhein-Metall-Borsig obecny (dziś kombinat PZL-Hydral) W granicach określonych przez Radę Miejską Wrocławia do celów ewidencyjno-wyborczych, Psie Pole-Zawidawie zamieszkuje około 23,6 tys. osób.
Na terenie osiedla, przy ul. Bolesława Krzywoustego 291, znajduje się zespół parafialny, w skład którego wchodzi odbudowany po zniszczeniach wojennych średniowieczny (wzmiankowany już w 1206, obecnie zasadniczo gotycki) kościółek św. Jakuba i Krzysztofa oraz znajdująca się obok – w dawnej XIX-wiecznej sali przeznaczonej do zebrań ludowych i widowisk – kaplica mszalna św. Andrzeja Boboli. W kościółku w 1945 obrońcy Festung Breslau urządzili skład amunicji, który pod koniec wojny został wysadzony w powietrze, rujnując kościółek w 80%. Po wojnie świątynia została jednak odbudowana, a przeznaczona tymczasowo na potrzeby kultu pobliska sala zgromadzeń mieszkańców na stałe weszła w skład zespołu parafialnego osiedla.
Przez osiedle do lat siedemdziesiątych wiodła – przez ul. Krzywoustego – główna trasa wylotowa z Wrocławia do Oleśnicy i dalej do Łodzi i Warszawy. Obecnie ruch tranzytowy przeniesiono na położoną na północ od osiedla trasę biegnącą nową Aleją Jana III Sobieskiego.
Do końca 2013 roku trwał remont ul. Bolesława Krzywoustego wraz z rynkiem Psiego Pola. W centrum rynku powstała fontanna, ławeczki; nawierzchnia ulicy została wykonana ze stylowego bruku i przyozdobiona elementami małej architektury. Ruch drogowy na tym obszarze został ograniczony do pojazdów mieszkańców oraz komunikacji miejskiej.
18 grudnia 2017 r. ze względu na fatalny stan techniczny wyłączono z użytkowania kładkę nad Aleją Jana III Sobieskiego i torami kolejowymi, stanowiącą dogodny skrót dla pieszych między centrum Psiego Pola a rejonem ul. Piwnika-Ponurego. Kładka została rozebrana na początku roku 2018. Nowa kładka – kosztem 8,6 mln PLN, przez «Strabag» – ma zostać wybudowana do lutego 2020.